# Джордж Едвін Еллісон
Джордж Е́двін Е́ллісон (англ. George Edwin Ellison; 10 серпня 1878, Йорк, Велика Британія — 11 листопада 1918, Монс, Бельгія) — військовослужбовець Британської армії. Останній британський солдат, убитий під час Першої світової війни.

## Життєпис
Еллісон народився в Йорку, а згодом проживав у Лідсі. У 1902—1912 роках служив у Британській армії. Станом на 1912 рік Еллісон працював шахтарем на вугільній шахті та одружився з Ганною Марією Бурган, дочкою залізничника, у Ноттінгемі.
Напередодні початку Першої світової війни Джорджа Едвіна Еллісона знову викликали до армії. Він став солдатом у складі 5-го королівського ірландського уланського полку. Під час війни Еллісон брав участь у битвах при Монсі (1914), Іпрі (1914), Армантьєрі (1914), Ля-Басе (1914), Лоосі (1915), Камбре (1917) на Західному фронті.
Джордж Еллісон загинув внаслідок кульового поранення вранці 11 листопада 1918 року за 90 хвилин до набрання чинності Комп'єнського перемир'я. Він вважається останнім британським солдатом, що загинув у Першій світовій війні. Його поховали на військовому кладовищі Сен-Симфор'єн поруч із Джоном Парром — першим британцем, убитим у Першій світовій війні в 1914 році.
1913 року у подружжя Джорджа Еллісона та Ганни Марії Бурган народився син Джеймс Корнеліус.

## Пам'ять
2008 року британський канал BBC в документальному серіалі «Timewatch» показав епізод про Джорджа Едвіна Еллісона, в якому також знялися його онуки Марі та Кетрін.
2018 року британський письменник написав вірш «Goodnight Kiss» у рамках проєкту разом з Імперським воєнним музеєм; натхненням для написання твору стали історії Джона Парра та Джорджа Еллісона.

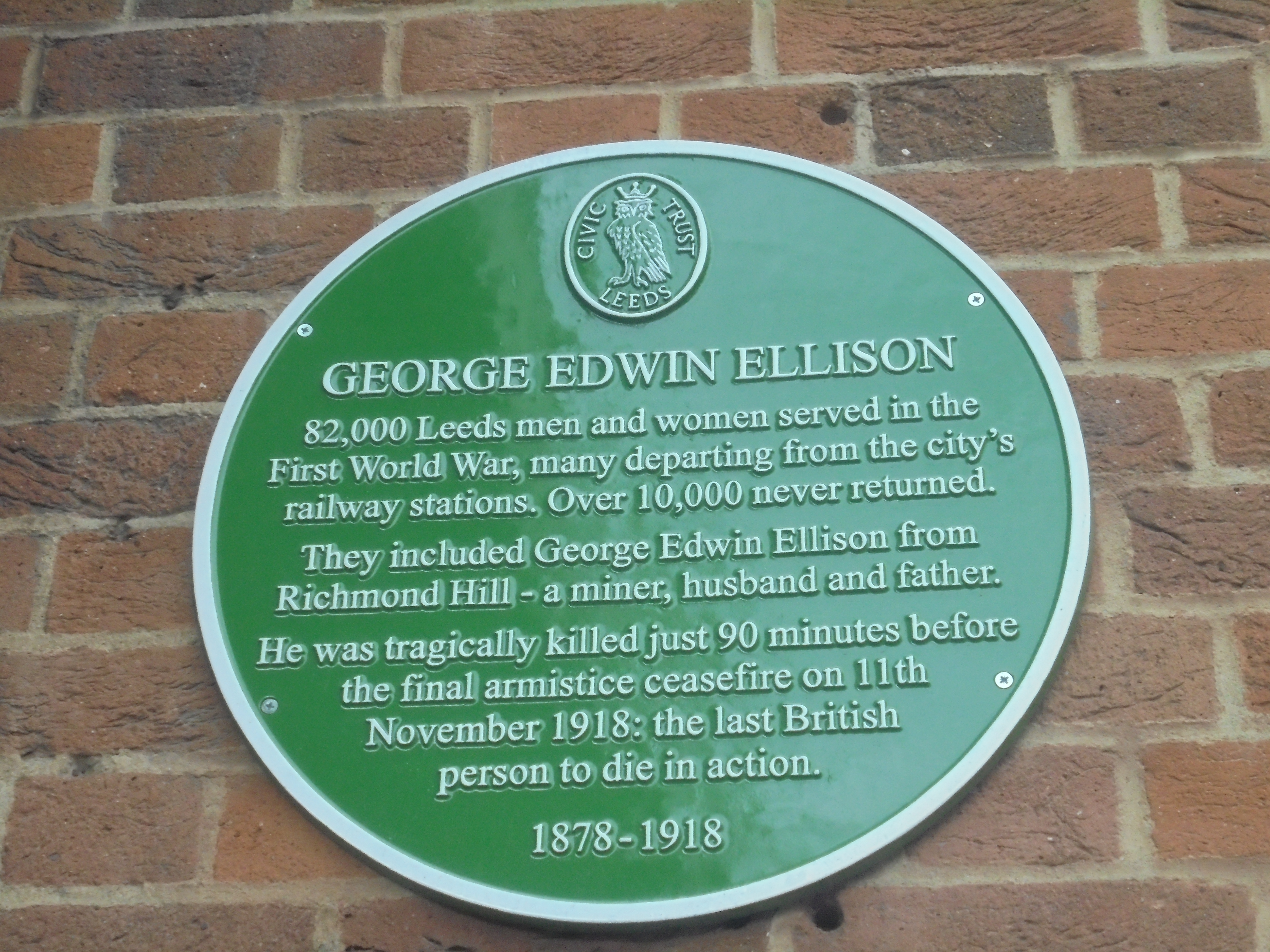
Меморіальна дошка Джорджу Едвіну Еллісону біля залізничної станції в Лідсі

У листопаді 1918 року британська волонтерська організація Leeds Civic Trust відкрила біля залізничного вокзалу в Лідсі меморіальну дошку в честь Джорджа Еллісона та інших мешканців міста, що брали участь і загинули в Першій світовій війні.